# Media Naranja (programa de radio)
Media Naranja es un programa de radio en República Dominicana, creado por los hermanos Mariano y Pablo Calasso.
Sale al aire el Lunes 20 de abril del año 2008, por Studio 88.5 FM.
Sus conductores, Linda García y Jhoel López, se convierten en cupidos de la radio y diariamente reciben llamadas de los solteros de todas las edades, de toda república dominicana.
Además de buscar pareja MEDIA NARANJA ofrece diariamente un contenido variado, lleno de polémicas, temas picantes y mucho humor.
Puedes conocer tips para tener una relación mejor, escuchar secretos para seducir a tu pareja, segmentos de tarot en vivo, consejos profesionales de la Profe-amor, aprender las mejores recetas en cocina para enamorar, con el chef Wandy Robles.
Y los viernes Media Naranja se pone en fiesta con un bartender que nos enseña a hacer los mejores cócteles.
- Datos: Q6008581